# Schorpioen I
Schorpioen I was een koning in Opper-Egypte tijdens de proto-dynastieke periode.

## Biografie
Koning Schorpioen I regeerde in Thinis in Opper-Egypte. Archeologische resten van zijn regeerperiode zijn gevonden in de steden Naqada, Abydos, Hierakonpolis en Elephantine. Onder zijn regering was er handel met de stad Retjenoe in Palestina en Syrië, met Boeto en met Minschat Abu Omar.
De geleerden R. Krauss en M. Franke zijn van mening dat er twee koningen hebben bestaan die "Schorpioen" heten. Ook Schorpioen II regeerde in Thinis. Ze zijn allebei vernoemd naar de godin Selket.

## De tombe
Zijn tombe ligt in de necropolis van Abydos, het huidige Umm el-Qaab. De Duitse archeologen Werner Kaiser en Günter Dreyer ontdekten de tombe in 1988 en gaven er de nummering U-J aan.
Recent is er graffiti gevonden door John Darnell van Yale-universiteit. De graffiti symboliseert een schorpioen dat zijn overwinning viert op een andere predynastieke heerser. De overwonnen koning of de plaats wordt de "Stierenkop" genoemd. De markering is gevonden in de tombe U-j.
Archeologen vonden in het graf een hoop geïmporteerde keramieken potten die ooit waren gevuld met wijn. Het werd gedateerd rond 3150 voor Christus. De zaden van de druif, de schil en pulp werden gevonden.